# Zweite Schlacht von St Albans
St Albans – Blore Heath – Ludlow – Northampton – Wakefield – Mortimer’s Cross – St Albans – Ferrybridge – Towton – Hedgeley Moor – Hexham – Edgecote Moor – Losecote Field – Barnet – Tewkesbury – Bosworth Field – Stoke
Die Zweite Schlacht von St Albans war eine Schlacht im Rahmen der Rosenkriege und wurde am 17. Februar 1461 in der Nähe der Stadt St Albans ausgetragen. Die Schlacht endete mit einem Sieg des Hauses Lancaster und der Befreiung Königs Heinrich VI. aus den Händen des Hauses York.

## Hintergrund und Ablauf der Schlacht
Richard Plantagenet, 3. Duke of York, war im Dezember 1460 in der Schlacht von Wakefield geschlagen und getötet worden, und sein achtzehnjähriger Sohn, Eduard of March (der spätere König Eduard IV.) war im Westen beschäftigt, wo zwanzig Tage vorher die Schlacht von Mortimer’s Cross stattgefunden hatte. So war der Weg für die Lancastrianer frei, welche von Königin Margarete von Anjou nach Süden in Richtung London geführt wurden.
Die Lancastrianer wurden nahe St Albans von einer von Richard Neville, 16. Earl of Warwick geführten Armee der Yorkisten aufgehalten. Warwick ließ seine Männer einen Verteidigungsring mit Gräben und Spießen aufbauen, wurde jedoch davon überrascht, dass die Lancastrianer aus einer anderen Richtung kamen – statt von Luton von Dunstable aus – und wurde geschlagen.
Die Lancastrianer erlangten dabei König Heinrich VI., den Ehemann Margaretes von Anjou, aus Yorkscher Gefangenschaft zurück, der während der Schlacht singend unter einem Baum gesessen hatte, doch nutzten sie nicht die Gelegenheit, weiter nach London zu marschieren. Die Gründe sind nicht klar; vielleicht war ihnen ihr Ruf als Plünderer vorausgeeilt, und das hätte die Londoner veranlasst, die Tore geschlossen zu halten.